# Рамона Тулумани
Рамона Тулумани (на албански: Ramona Tullumani) е албанска оперна певица (сопрано) от албанско-български произход.

## Биография
Родена е на 5 юли 1985 г. в Тирана, Албания. Нейният баща е известният албански оперен певец Едмонд (Монди) Тулумани, а майка ѝ Райна е българка, родена в България.
Рамона Тулумани учи пиано и пеене в Гимназията по изкуствата, а след това завършва „Пеене“ в Художествената академия в Тирана. Участва в няколко майсторски класа на Катя Ричарели и на Райна Кабаиванска.
Пее в Националната опера и балет на Албания. Изпълнява роли в оперите „Риголето“, „Травиата“, „Бохеми“, „Любовен еликсир“, „Вилиси“. Преподава в Албанската академия на изкуствата.
През 2007 г. е обявена за „Посланик на мира“ на ООН.